# PPP1R9B
PPP1R9B‏ (Protein phosphatase 1 regulatory subunit 9B) هوَ بروتين يُشَفر بواسطة جين PPP1R9B في الإنسان.